# 金头穗鹛
金头穗鹛（学名：Cyanoderma chrysaeum），是画眉科的一种，分布于老挝、孟加拉国、不丹、中国大陆、越南、印度、泰国、印度尼西亚、缅甸、马来西亚、尼泊尔和柬埔寨。该物种的保护状况被评为无危。
金头穗鹛的平均体重约为7.8克。栖息地包括亚热带或热带的（低地）湿润疏灌丛、亚热带或热带严重退化的前森林、亚热带或热带的湿润低地林、亚热带或热带的高海拔疏灌丛和亚热带或热带的湿润山地林。该物种的模式产地在尼泊尔。

## 亚种
- 金头穗鹛滇南亚种（学名：Cyanoderma chrysaeum aurata）。分布于缅甸、老挝、越南以及中国大陆的云南等地。该物种的模式产地在泰国DoiPhaHomPok。[3]
- 金头穗鹛指名亚种（学名：Cyanoderma chrysaeum chrydaea）。分布于尼泊尔、锡金、不丹、印度、缅甸以及中国大陆的云南、西藏等地。该物种的模式产地在尼泊尔。[4]